# Encyclia halbingeriana
Encyclia halbingeriana är en orkidéart som beskrevs av Eric Hágsater och Soto Arenas. Encyclia halbingeriana ingår i släktet Encyclia och familjen orkidéer. Inga underarter finns listade i Catalogue of Life.